# GSTA5
GSTA5 (англ. Glutathione S-transferase alpha 5) – білок, який кодується однойменним геном, розташованим у людей на 6-й хромосомі. Довжина поліпептидного ланцюга білка становить 222 амінокислот, а молекулярна маса — 25 722.
| 10         |  | 20         |  | 30         |  | 40         |  | 50         |
| ---------- |  | ---------- |  | ---------- |  | ---------- |  | ---------- |
| MAEKPKLHYS |  | NARGSMESIR |  | WLLAAAGVEL |  | EEKFLESAED |  | LDKLRNDGSL |
| LFQQVPMVEI |  | DGMKLVQTRA |  | ILNYIASKYN |  | LYGKDMKERA |  | LIDMYTEGIV |
| DLTEMILLLL |  | ICQPEERDAK |  | TALVKEKIKN |  | RYFPAFEKVL |  | KSHRQDYLVG |
| NKLSWADIHL |  | VELFYYVEEL |  | DSSLISSFPL |  | LKALKTRISN |  | LPTVKKFLQP |
| GSQRKPPMDE |  | KSLEEARKIF |  | RF         |  |            |  |            |

A: Аланін

C: Цистеїн

D: Аспарагінова кислота

E: Глутамінова кислота

F: Фенілаланін

G: Гліцин

H: Гістидин

I: Ізолейцин

K: Лізин

L: Лейцин

M: Метіонін

N: Аспарагін

P: Пролін

Q: Глутамін

R: Аргінін

S: Серин

T: Треонін

V: Валін

W: Триптофан

Кодований геном білок за функцією належить до трансфераз. 
Задіяний у такому біологічному процесі, як ацетилювання. 
Локалізований у цитоплазмі.